# Rimorchiata FS Ln 882
Le rimorchiate FS Ln 882 furono prodotte tra il 1965 e il 1966 dalla FIAT Sezione Materiale Ferroviario di Torino per viaggiare accoppiate con le automotrici ALn 668.1500.

## Costruzione
Le rimorchiate pilota Ln 882 furono ordinate nel 1964 e prodotte in ventitré esemplari, numerati Ln 882.1501-1523, dalla FIAT Sezione Materiale Ferroviario tra il 1965 e il 1966, contemporaneamente alle automotrici ALn 668.1500; furono gli ultimi rimorchi costruiti per le automotrici Diesel delle Ferrovie dello Stato.

## Caratteristiche
Le rimorchiate semipilota Ln 882 sono caratterizzate dalla presenza di una sola cabina di guida, da una capacità di ottantadue posti a sedere, tutti di seconda classe, e possono essere trainate alla velocità massima di 110 km/h.
Le Ln 882 sono in grado di pilotare solo le automotrici ALn 668.1500, con cui possono essere accoppiate in semplice o doppia trazione a comando multiplo.

### Carrelli
I carrelli sono analoghi a quelli delle Aln 668.1500, con le molle delle sospensioni dimensionate per il minor carico e, trattandosi di carrelli portanti, privi del ponte invertitore di marcia.

### Cassa e arredamento interno
Diversamente dal precedente gruppo Ln 664.1400, costruito per la serie ALn 668.1400, le Ln 882 vennero realizzate con la cassa della stessa lunghezza delle unità motrici ALn 668.1500, con una sola cabina di guida e prive del bagagliaio il cui spazio fu utilizzato per elevare la capacità a 82 posti.
La lunghezza e la non indifferente massa di 26 tonnellate fecero affibbiare a questi veicoli il soprannome di «rimorchioni», che rendeva bene l'idea delle soggezioni causate alle automotrici che ne avevano l'onere del traino.
L'allestimento interno comprende i seguenti ambienti:
- cabina di guida sul lato anteriore sinistro con posti macchinista e aiuto macchinista ai lati del vano dell'intercomunicante;
- ambiente di seconda classe costituito da cinque moduli di 1.600 mm con trentasei posti su sedili sistemati secondo lo schema 2+2, comprendente la ritirata nel mezzo modulo posteriore destro;
- vestibolo di salita con due porte a libretto a comando pneumatico per ciascun lato, tre strapuntini e accesso alla ritirata;
- ambiente di seconda classe costituito da sei moduli di 1.600 mm con quarantaquattro posti su sedili sistemati secondo lo schema 2+2 e due posti su sedili singoli a fianco del vano dell'intercomunicante.

Pur con una foggia leggermente diversa dei sedili e della copertura delle luci fluorescenti sul soffitto, l'arredamento interno è analogo a quello delle automotrici ALn 668.1500.

### Cabina di guida
Diversamente dalle rimorchiate Ln 664.1400, la cabina di guida occupa interamente la testata anteriore e salvo per la mancanza della porta laterale di servizio, che obbliga il personale ad accedervi dall'ambiente viaggiatori, è identica a quella delle automotrici della serie 1500.

### Organi di accoppiamento
Le Ln 882 erano equipaggiate con i normali organi di trazione e repulsione (gancio di trazione e respingenti) che, oltre a consentire l'accoppiamento previsto in sede di progetto con le ALn 668.1500, permettevano loro, qualora ve ne fosse stata necessità, di essere inserite in composizione con la maggior parte delle automotrici e con i treni di materiale ordinario.
Sulle testate erano inoltre disponibili gli accoppiatori della condotta elettrica a bassa tensione a 78 poli, che consentiva loro di pilotare fino a due automotrici della serie 1500 in doppia trazione a comando multiplo.
Tuttavia le rimorchiate Ln 882, concepite per le ALn 668.1500 dotate di cambio Wilson a quattro marce, non sono utilizzabili per il pilotaggio di nessuna delle altre serie di ALn 668, tutte equipaggiate con il cambio FIAT a cinque marce.

### Servizi ausiliari

#### Impianto di riscaldamento
Per il riscaldamento invernale, viste le maggiori dimensioni rispetto alle rimorchiate Ln 664.1400, fu necessario installare nel sottocassa una seconda caldaietta Webasto; una volta riscaldata, l'acqua viene messa in circolazione da una pompa centrifuga azionata da un motore elettrico in dieci aerotermi, uno dei quali posto nella cabina di guida.

#### Impianto pneumatico
Oltre alle condotte per la frenatura continua del convoglio, l'impianto pneumatico delle rimorchiate Ln 882 comprende i circuiti di alimentazione delle utenze elettropneumatiche locali, costituite in particolare dalle porte del vestibolo d'accesso, a comando centralizzato, e dai segnalatori acustici azionati localmente dalla cabina di guida.
L'aria compressa viene fornita dai compressori azionati dai motori di trazione delle automotrici accoppiate.

#### Impianto elettrico
L'impianto elettrico è alimentato alla tensione nominale di 24 V in corrente continua da batterie di accumulatori ricaricate dagli alternatori della motrice per mezzo di alcuni contatti della condotta elettrica di accoppiamento.
Le batterie alimentano tutte le utenze elettriche del veicolo, in particolare i circuiti di illuminazione e il banco di manovra della cabina di guida.

## Esercizio

### Assegnazioni ai depositi locomotive
Le rimorchiate Ln 882 furono assegnate inizialmente ai DL (depositi locomotive) di Asti, Cremona e Pavia dove svolsero la maggior parte della loro carriera accoppiate con una sola motrice, tranne ad Asti sulle cui linee collinari furono spesso usate intercalate tra due automotrici. Con la chiusura degli impianti di Asti e a Pavia nel 1997, furono assegnate anche al deposito di Novara, dove però rimasero quasi inutilizzate.
| DL | mar 1983 | giu 1995 | giu 1997 | giu 2001 | giu 2002 | feb 2004 |
| --- | -------- | -------- | -------- | -------- | -------- | -------- |
| Alessandria | –        | –        | –        | –        | –        | 0        |
| Asti | 12       | 7        | –        | –        | –        | –        |
| Novara | –        | 0        | 7        | 0        | 0        | 0        |
| Pavia | 5        | –        | –        | –        | –        | –        |
| Cremona | 6        | 16       | 16       | 10       | 10       | 6        |
| Catania | 0        | 0        | 0        | 0        | 0        | 0        |
| Totale | 23       | 23       | 23       | 10       | 10       | 6        |
| Il trattino indica che il DL non ha in carico né ALn 668.1500, né rimorchiate Ln 882; la cifra 0 indica che il DL ha in carico ALn 668.1500 senza rimorchiate Ln 882. |          |          |          |          |          |          |

### Principali servizi
Come si può vedere dalla tabella della sezione precedente, a causa delle soggezioni causate alle automotrici che ne avevano in carico il traino, le rimorchiate Ln 882 furono assegnate solo ai depositi locomotive dell'Italia nord-occidentale, a cui facevano capo linee caratterizzate da un profilo altimetrico favorevole di quelle siciliane. Ciascuna rimorchiata viaggiava generalmente accoppiata con un'automotrice, a eccezione delle più impegnative linee collinari afferenti al deposito di Asti, dove venivano spesso intercalate tra due automotrici.
Al pari delle ALn 668.1500, uniche automotrici che erano in grado di pilotare, le Ln 882 furono destinate per tutta la loro vita utile ai treni locali o a modesti diretti sulle linee secondarie. Costituisce forse l'unica eccezione il collegamento diretto tra Cuneo e Milano Porta Genova via Cavallermaggiore-Bra-Alba-Castagnole delle Lanze-Asti-Casale Monferrato-Mortara, effettuato con una coppia di automotrici o un'automotrice e una rimorchiata Ln 882 del DL di Asti, che rappresentava sicuramente un caso singolare per orari e percorso, pensati in funzione del servizio sulle singole tratte piuttosto che per una relazione diretta tra le due città capolinea
Un altro servizio notevole svolto con le Ln 882 del deposito di Asti era un locale tra Alba e Bra, effettuato a partire dal novembre 1982, che comprendeva ben sei elementi: due coppie ALn 668.1500+Ln 882 e una coppia ALn 773+Ln 664.3500 del deposito locomotive di Torino Smistamento.
Le ALn 668.1500 del deposito locomotive di Cremona, oltre a raggiungere regolarmente con le loro rimorchiate le stazioni di Pavia, Piacenza, Brescia e Mantova, facevano servizio sulla Brescia-Parma e, prima dell'elettrificazione, anche verso Fidenza e Treviglio, con servizi diretti per Milano Porta Garibaldi.

### Accantonamenti e radiazioni
Le rimorchiate Ln 882, accoppiabili solamente con le ALn 668 della serie 1500, cominciarono a essere accantonate con esse a partire dal 2000 e furono ritirate definitivamente dal servizio nella prima metà del 2007.
Nel 2003 i rimorchi Ln 882.1501, 1510, 1513, 1515 e la 1503 come fonte di pezzi di ricambio, furono vendute alle Ferrovie Emilia Romagna (FER); ma prima vennero utilizzate in convoglio trainate da una D 343 sulla Cremona-Piacenza.

### Unità preservate
La rimorchiata pilota Ln 882.1505 è stata destinata al parco storico assieme alle automotrici ALn 668.1501 e 1510, unità che nel maggio 2012 risultavano accantonate nel DL di Bologna Centrale in attesa di riparazione.

## Modelli derivati per le ferrovie in concessione
Rimorchiate corrispondenti alle Ln 882.1500 delle FS furono realizzate in piccoli lotti anche per le ferrovie in concessione, adottando il nuovo carrello della serie 1800 e adattando circuiti di comando al cambio FIAT a cinque marce montato sulle automotrici con cui dovevano essere accoppiate:
- 1 rimorchiata pilota per la Ferrovia Suzzara-Ferrara, immatricolata Ln 882.30 e consegnata nel 1971 a complemento delle 2 automotrici ALn 668.11-12;
- 5 rimorchiate pilota per la Ferrovia Torino-Ceres, immatricolate Ln 882.R001-R005 e consegnate nel 1972 assieme alle 7 automotrici ALn 668.M001-M007.
- 2 rimorchiate pilota per le Ferrovie Padane, immatricolate Ln 880 306-307 consegnati nel 1972. La peculiarità risiede nel fatto che nonostante siano del tutto identici ai rimorchi in concessione sopraindicati, sono stati immatricolati 880 come il resto dei rimorchi delle Padane della famiglia 668.